# 1982 en sport
Cet article présente les faits marquants de l'année 1982 en sport.

## Automobile
- Keke Rosberg remporte le Championnat du monde de Formule 1 au volant d'une Williams-Ford.

## Baseball
- Rickey Henderson vole 130 buts en une saison.
- Les Cardinals de Saint-Louis remportent la Série mondiale face aux Bucks de Milwaukee.
- Finale du championnat de France : Paris UC bat BCF.

## Basket-ball
- Les Lakers de Los Angeles sont champions NBA en battant en finales les 76ers de Philadelphie 4 manches à 2.
- Le Mans est champion de France (devant Limoges et Orthez).
- NCAA : les Tar Hells de North Carolina sont champion NCAA en battant en finale les Hoyas de Georgetown sur le score de 63 à 62 grâce à un panier victorieux de Michael Jordan qui marquera le début d'une carrière exceptionnelle.

## Cyclisme
Bernard Hinault réalise le doublé Giro-Tour. Il est titulaire du Challenge Pernod (super Prestige) pour la quatrième fois.

## Football
- L'Italie remporte la Coupe du monde de football.
  - Article de fond : Coupe du monde de football 1982.
- 15 mai : Paris Saint-Germain remporte la première Coupe de France de son histoire en s'imposant aux tirs au but (2-2) en finale face à Saint-Étienne.
- Monaco est champion de France.
- Aston Villa remporte la Coupe des clubs champions européens (1-0 devant le Bayern Munich).
- le FC Barcelone remporte la coupe des vainqueurs de coupe (2-1 devant le Standard de Liège).
- Göteborg remporte la Coupe UEFA (Aller 1-0 Retour 3-0 devant Hambourg).

## Football américain
- 24 janvier : Super Bowl XVI : 49ers de San Francisco 26, Bengals de Cincinnati 21. Article détaillé :  Saison NFL 1981.
- Finale du championnat de France : Spartacus Paris bat Météores Nogent.

## Handball
- 7 mars : finale du Championnat du monde masculin : les Soviétiques obtiennent leur premier titre de champion du monde en remportant leurs matchs contre les adversaires européens avec un écart moyen de neuf buts. Battue en finale 30 à 27 après prolongation, la Yougoslavie termine deuxième. Quant à la Pologne, elle remporte sa seconde médaille internationale, le bronze comme aux Jeux olympiques de 1976. Plus bas dans le classement, la Tchécoslovaquie, médaillée lors des cinq premiers championnats du monde, confirme son déclin en étant reléguée dans le Championnat du monde B 1983. Enfin, les quatre dernières places sont occupées par les quatre nations non européennes : Cuba, le Japon, Koweït et l'Algérie.
- 8 mai : finale de la Coupe des clubs champions : le club hongrois du Budapest Honvéd remporte le sacre européen pour la première fois en s'imposant face aux Suisses du TSV St. Otmar Saint-Gall.
- 12 décembre : finale du Championnat du monde féminin : après avoir raté de peu le titre mondial en 1975 puis 1978, l'équipe d'Union soviétique remporte son premier titre mondial et confirme les doublé olympique acquis en 1976 et 1980. Les coéquipières de Tourtchyna remportent tous leurs matchs hormis un dernier match sans enjeu pour elles face la Hongrie qui en profite pour s'emparer de la médaille d'argent. La Yougoslavie doit se contenter du bronze et de l'Allemagne de l'Est, en perte de vitesse, termine au pied du podium. Cette édition voit également l'apparition au plus haut niveau de la Corée du Sud qui se classe sixième, marquant l'arrivée d'équipes compétitives hors du continent européen et la poursuite de la mondialisation du handball.

## Hockey sur glace
- Les Islanders de New York remportent la Coupe Stanley.
- Coupe Magnus : Grenoble champion de France.
- Création du Rouen Hockey Club.
- Arosa champion de Suisse.
- L’Union soviétique remporte le championnat du monde.

## Natation
- 8 août :
  - À Guayaquil, l'équipe des États-Unis, composée de Rick Carey, Steve Lundquist, Matt Gribble et Rowdy Gaines bat le record du monde du relais 4×100 m 4 nages, le portant à 3 min 40 s 84.
  - À Guayaquil, lors de la finale des Championnats du monde, Ricardo Prado bat le record du monde du 400 m 4 nages, le portant à 4 min 19 s 78.

## Rugby à XIII
- 15 mai : à Narbonne, Avignon remporte la Coupe de France face à Carcassonne 18-12.
- 23 mai : à Toulouse, le XIII Catalan remporte le Championnat de France face à Saint-Estève 21-8.

## Rugby à XV
- L'Irlande remportent le Tournoi des Cinq Nations.
  - Article détaillé : Tournoi des cinq nations 1982
- Le SU Agen est champion de France.

## Ski alpin
- Championnats du monde à Schladming (Autriche) : la Suisse remporte 5 médailles, dont 3 d'or.
- Coupe du monde
  - L'Américain Phil Mahre remporte le classement général de la Coupe du monde.
  - La Suissesse Erika Hess remporte le classement général de la Coupe du monde féminine.

## Tennis
- Open d'Australie :
  - 2 décembre : Johan Kriek gagne le tournoi masculin (6/2 7/6 6/7 6/4 face à Steve Denton).
  - 1er décembre : Chris Evert s'impose chez les féminines face à Martina Navrátilová.
- Tournoi de Roland-Garros : Mats Wilander remporte le tournoi masculin (1/6 7/6 6/0 6/4 face à Guillermo Vilas), Martina Navrátilová gagne dans le tableau féminin (7/6 6/1 face à Andrea Jaeger).
- Tournoi de Wimbledon : Jimmy Connors gagne le tournoi masculin, Martina Navrátilová s'impose chez les féminines.
- US Open : Jimmy Connors gagne le tournoi masculin, Chris Evert gagne chez les féminines.
- 28 novembre : au Palais des Sports de Grenoble, les États-Unis battent la France 4-1 en finale et remportent l'édition 1982 de la Coupe Davis.
  - Article détaillé : Coupe Davis 1982

## Triathlon
Triathlon international de Nice : 1er épreuve international sur longue distance organisé en France.

## Naissances

### Janvier
- 1er janvier :
  - David Nalbandian, joueur de tennis argentin.
  - Konstantin Sats, skieur alpin russe.
- 5 janvier :
  - Jaroslav Plašil, footballeur tchèque.
  - Karel Geraerts, footballeur belge.
  - Morgan Turinui, joueur de l'Équipe d'Australie de rugby à XV.
- 6 janvier : Gilbert Arenas, joueur de basket-ball NBA.
- 12 janvier : Paul-Henri Mathieu, joueur de tennis français.
- 13 janvier :
  - Guillermo Coria, joueur de tennis argentin.
  - Erwann Le Péchoux, escrimeur français.
  - Olivier Fontenette, footballeur français.
- 14 janvier : Víctor Valdés, footballeur espagnol.
- 15 janvier : Benjamin Agosto, patineur artistique américain.
- 16 janvier : Tuncay Şanlı, footballeur turc.
- 17 janvier :
  - Dwyane Wade, joueur de basket-ball NBA américain.
  - Ricardo Bóvio, footballeur brésilien.
- 18 janvier : Álvaro Pérez Mejía, footballeur espagnol.
- 19 janvier : Mike Komisarek, joueur de hockey évoluant avec les Canadiens de Montréal.
- 21 janvier : Nicolas Mahut, joueur de tennis français.
- 22 janvier :
  - Fabricio Coloccini, footballeur argentin.
  - Peter Jehle, gardien de but de football né en Suisse (nationalité liechtensteinoise).
  - Martin Koch, sauteur à ski autrichien.
  - Liane Bahler, coureur cycliste (femme) allemande. († 4 juillet 2007).
- 27 janvier :
  - David Dadunashvili, joueur de rugby à XV de l'équipe de Géorgie.
  - Sattar Zare, footballeur iranien.
- 28 janvier :
  - Michaël Guigou, joueur de handball français.
  - Gorgi Katcharava, joueur de rugby à XV évoluant dans l'équipe de Géorgie.
  - Sébastien Puygrenier, footballeur français.
  - Jan Kopecký, pilote automobile (rallye) tchèque.
- 29 janvier :
  - Kim Dong-jin, footballeur sud-coréen.
  - Michael Claassens, joueur de l'équipe d'Afrique du Sud de rugby à XV.
- 30 janvier :
  - Andreas Görlitz, footballeur allemand.
  - Gilles Yapi-Yapo, footballeur ivoirien.
- 31 janvier : Alexei Verbov, joueur de volley-ball russe.

### Février
- 2 février : 
  - Feng Gao, judoka chinois.
  - Filippo Magnini, nageur italien.
- 6 février : Kanako Kitao, nageuse japonaise de natation synchronisée.
- 7 février : Mickaël Piétrus, basketteur français évoluant dans le championnat NBA.

### Mars
- 5 mars : Thierry Fabre, judoka français, médaillé mondiale en 2010.
- 10 mars : Kwame Brown, joueur américain de basket-ball évoluant en NBA.
- 17 mars : Yves-Matthieu Dafreville, judoka français, 5e aux Jeux Olympiques 2008.
- 18 mars : Timo Glock, pilote automobile allemand.
- 19 mars : Alexandra Marinescu, gymnaste roumaine médaillée des Jeux Olympiques.
- 21 mars : Klete Keller, nageur américain.
- 25 mars : Danica Patrick, pilote automobile américaine.
- 30 mars : Philippe Mexès, footballeur français.

### Avril
- 2 avril : David Ferrer, joueur de tennis espagnol.
- 14 avril :
  - Yekaterina Abramova, patineuse de vitesse russe.
  - Mauro Cetto, footballeur argentin.
  - Damien Nash, joueur américain de football U.S. († 24 février 2007).
- 16 avril : Boris Diaw, basketteur français évoluant dans le championnat NBA.
- 19 avril : Antonio Bucciero, coureur cycliste italien.

### Mai
- 4 mai : Markus Rogan, nageur autrichien.
- 15 mai : Veronica Campbell, athlète jamaïquaine (sprint), championne olympique du 200 mètres (2004) et du relais 4 × 100 mètres (2004).
- 17 mai : Tony Parker, basketteur français évoluant dans le championnat NBA.
- 19 mai : Klaas Vantornout, coureur cycliste belge, spécialiste de cyclo-cross.
- 20 mai : Petr Čech, footballeur tchèque (106 sélections en équipe nationale)
- 30 mai : Eddie Griffin, joueur américain de basket-ball. († 17 août 2007).

### Juin
- 3 juin :
  - Manfred Moelgg, skieur alpin italien.
  - Yelena Isinbayeva, athlète russe.
- 5 juin : James Hiebert, joueur de hockey sur glace canadien.
- 22 juin : Kristof Vliegen, joueur de tennis belge.
- 23 juin : Bart Aernouts, coureur cycliste belge, spécialiste de cyclo-cross.

### Juillet
- 5 juillet :
  - Alberto Gilardino, footballeur italien.
  - Philippe Gilbert, coureur cycliste belge.
  - Beno Udrih, joueur de basket-ball slovène évoluant en NBA.
- 9 juillet : Bostjan Cesar, footballeur slovène.
- 23 juillet : Gerald Wallace, joueur professionnel américain de basket-ball.
- 27 juillet : Gévrise Émane, judoka française, championne du monde et médaillée olympique.

### Août
- 7 août :
  - Marco Melandri, pilote moto italien.
  - Yana Klochkova, nageuse ukrainienne.
  - Juan Martín Hernández, joueur de rugby à XV argentin.
  - Marquise Hill, joueur américain de football U.S.. († 27 mai 2007).
- 17 août : Karim Ziani, footballeur franco-algérien d'origine kabyle.
- 24 août : Kim Källström, footballeur suédois.
- 26 août : Jens Schreiber, nageur allemand.
- 29 août : Yakhouba Diawara, basketteur français évoluant dans le championnat NBA.
- 30 août : Andy Roddick, joueur de tennis américain.
- 31 août :
  - Chris Duhon, joueur américain de basket-ball.
  - José Manuel Reina, footballeur espagnol (26 sélections en équipe nationale)

### Septembre
- 4 septembre : Annabelle Euranie, judoka française, championne d'Europe et vice-championne du monde en 2003.
- 13 septembre : Hilario Nene, joueur brésilien de basket-ball évoluant en NBA.
- 17 septembre : Yutaka Fukufuji, premier joueur japonais de hockey sur glace ayant joué dans la LNH.
- 19 septembre : Eléni Daniilídou, joueuse de tennis grecque.
- 27 septembre : Darrent Williams, joueur américain de foot US. († 1er janvier 2007).

### Octobre
- 5 octobre : Shawn Germain, joueur professionnel de hockey sur glace canadien.
- 6 octobre : Michael Frater, athlète jamaïquain, médaille d'argent du 100 mètres aux Championnats du monde d'athlétisme à Helsinki en 2005.
- 9 octobre :
  - Modeste M'Bami, footballeur camerounais.
  - Yingchao Kong, biathlète chinoise.
- 11 octobre : Terrell Suggs, joueur de foot U.S. américain.
- 13 octobre :
  - Ian Thorpe, nageur australien.
  - Paul Crosty, joueur de hockey sur glace canadien.
- 16 octobre : Frédéric Michalak, rugbyman français.
- 20 octobre : José Acasuso, joueur de tennis argentin.
- 25 octobre : Mike Sweetney, basketteur américain de 2,03 m évoluant au poste d'intérieur dans le championnat NBA.
- 29 octobre : Laetitia Salles, joueuse de rugby à XV française, championne de France et vainqueur du Grand Chelem au Tournoi des six nations féminin en 2005.

### Novembre
- 1er novembre : Pierre-Alexandre Robin, judoka français, médaillé mondial en 2005.
- 4 novembre :
  - Yohann Pelé, footballeur français.
  - Devin Hester, joueur américain de football U.S.
- 11 novembre : Asafa Powell, athlète jamaïcain.
- 10 novembre : Sandrine Martinet-Aurières, judoka française, championne paralympique en 2016.
- 13 novembre : Daniela Klemenschits, joueuse de tennis autrichienne. († 9 avril 2008).
- 21 novembre : Christelle Le Duff, joueuse de rugby à XV français.
- 25 novembre : Luciano Corrêa, judoka brésilien, champion du monde, dans la catégorie des moins de 100 kg (poids mi-lourds) en 2007.

### Décembre
- 6 décembre : Alberto Contador, coureur cycliste espagnol.
- 12 décembre : Dmitri Toursounov, joueur de tennis russe.
- 22 décembre :
  - Souleymane Camara, footballeur sénégalais.
  - Britta Heidemann, escrimeuse allemande pratiquant l’épée, championne du monde (2007).
- 26 décembre : Aksel Lund Svindal, skieur alpin norvégien.

## Décès
- 24 avril : Ville Ritola, 86 ans, athlète finlandais, spécialiste des courses de fond, connu comme un des Finlandais volants. (° 18 janvier 1896).
- 8 mai : Gilles Villeneuve, pilote automobile canadien.
- 23 juin : Marie Braun, 71 ans, nageuse néerlandaise, championne olympique sur 100m dos (1928). (° 22 juin 1911).
- 26 juillet : Oddbjørn Hagen, 74 ans, skieur nordique norvégien. (° 3 février 1908).
- 12 août : Salvador Sánchez, 23 ans, boxeur mexicain. (° 26 janvier 1959).
- 29 novembre : Percy Williams, 74 ans, athlète canadien, champion olympique des 100 et 200 mètres aux Jeux d'Amsterdam en 1928. (° 19 mai 1908).